# Млазни ловац пете генерације
Млазни ловац пете генерације је најсавременији ловачки авион, заснован на напреднијим технологијама у првим деценијама двадесет првог века. Ова групација ловачких авиона, као и остале, одређена је по класификацији технички развијених земаља. Критеријум за прецизну дефиницију карактеристика пете генерације млазних ловаца, чешће су контроверзни. Понеко их дефинише проширено, за њих је испуњен захтевани услов слабе уочљивости („стелт“, енгл. Stealth) чак и онда када носи споља наоружање. У принципу, треба да испуне услове значајно смањене уочљивости, посебно радаром, због чега је обавезно „скривено“ оружје у контури змаја авиона.
Ти авиони имају прецизно аутономно вођено оружје, високе перформансе лета, напредне функције, високу интеграцију опреме и рачунарских система и способност умрежавања са другим учесницима и сегментима „позорнице бојишта“, у циљу постизања предности у ситуационој свести. Тренутно је само један такав авион 5. генерације у оперативној употреби у свету. То је амерички F-22 раптор, а у развоју су амерички F-35 лајтнинг II, руски Сухој ПАК ФА и кинески Ченду J-20.

## Развој
Авиони претходне генерације „стелт“, као што је B-2 и F-117, пројектовани су као бомбардери, недостајало им је електронско скенирање радара (AESA) (решеткаста антена), радио мреже на борбеној сцени, перформансе, као и оружје за борбу ваздух-ваздух. Предводник 5. генерације борбених авиона F-22 раптор, развијао се у временском трајању од око 20 година. Његова историја је почела још 1976. године, када је Америчко ратно ваздухопловство почело озбиљно да разматра могућност примене „стелт“ технологија у градњи борбених авиона за постизање надмоћи у ваздушном простору. Иницијалне студије и примењено истраживање је започето још 1969. године.
На основу првих резултата и сагледавања проблема оформљена је стручна радна група 1975. године, која је направила прелиминарни план одвијања активности, са претпостављеним испитивањем прототипова у временском периоду од 1977. до 1981. године. Касније су ти резултати и идеје концентрисани у прецизне тактичко–техничке захтеве (ТТЗ) за нови ловац пете генерације. Први лет прототипа је био 29. септембар 1990. године, а серијска производња 1991. За сада је F-22 раптор једини ловачки авион пете генерације у оперативној употреби у свету. Према коригованим плановима произилази да ће му се убрзо придружити и F-35 лајтнинг II.
Совјетско ратно ваздухопловство је 1980. формулисало тактичко–техничке захтеве за свој нови авион пете генерације, који је у догледно време требало да замени ловце МиГ-29 и Су-27, а да буде способан да се успешно супротстави америчком ловцу F-22 раптору. На основу ових захтева КБ Микојан је конципирао предлог МиГ 1.44, а Сухој Су-47. Са распадом Совјетског Савеза, а последично и са привредним падом нестали су најнеопходнији услови за наставак рада на овом програму. Руска Федерација је програм „замрзла“, због немогућности финансирања.

Остварени резултати, кроз програме Микојана МиГ 1.44 и Сухоја Су-47, су сједињени 2002. године и настављен је рад на јединственом пројекту, под одговорношћу фирме Сухој. Потпредседник владе Русије, Сергеј Иванов је у своме интервју дао основне информације о програму руског новог ловца. О програму ПАК ФА су светску и домаћу јавност повремено обавештавали и остали руски званичници. Коначно је његов први прототип, од укупно произведена три, успешно летео 29. јануара 2010. године, за разлику од америчког Раптора, који је полетео далеко раније, 29. септембар 1990. 
Кинески Ченду J-20 (кин: 殲撃二十型, енгл. Chengdu J-20) („Моћни змај“) је двомоторни борбени авион, пете генерације. Смањена му је уочљивост (енгл. stealth), што га са другим карактеристикама сврстава у пету генерацију.
Полетео је је 11. јануара 2011. године. Очекује се да ће бити оперативан у периоду 2017-2019. године.
До касних 1990-их година прошлог века, неколико кинеских пројеката авиона пете генерације, груписано је у оквиру програма са кодном ознаком J-XX или XXJ, идентификовани су од стране западних обавештајних извора. Званичници су потврдили постојање таквог програма, који се развија. Ипак, Сједињене Државе је предвиђају да могу поседовати чак 20 пута више „напредних“ „стеал“ ловаца од Кинеза до 2020. године. Кина и даље зависи од поузданих руских млазних мотора и напредне радарске технологије и тако још увек нема независну могућност за градњу ловаца пете генерације.
Амерички произвођач авиона Локид Мартин користи категоризацију „пете генерације ловачких авиона“ да би описао ловце F-22 и F-35, којима је посебност „напредна „стелт“ технологија“, „екстремне перформансе“, „фузија информација са сензора“ и „напредно одржавање“. Према америчким критеријумима, њихова дефиниција не укључује могућност суперкрстарења, док по руским се укључује. То је веома битна карактеристика и поседују је неки од напредних ловачких авиона, али не и F-35 лајтнинг II.
Развој авиона F-35 лајтнинг II, одвија се у три варијанте: са класичним полетањем и слетањем, вертикалним полетањем и слетањем, а трећа је морнаричка за палубну употребу са носача авиона. За све три варијанте, делови су максимално унификовани, са међусобном подударношћу од 80%. Постигнута је смањена уочљивост („стелт“), у коме циљу је пројектовано и унутрашње ношење наоружања, у „бункеру“ у трупу авиона. Војни амерички званичници тврде да руски и кинески авион који су у развоју немају сличности са F-35 и да су у великом заостатку.
| | \| \| \| Очигледна је већа радарска изложеност 4. од 5. генерације ловачких авиона, са аспекта разлика облика борбених конфигурација. \| |
| Разграничење између 4. и 5. генерације ловачких авиона                                                                       | |
| | |
| Очигледна је већа радарска изложеност 4. од 5. генерације ловачких авиона, са аспекта разлика облика борбених конфигурација. | |

## Заједнички елементи пројекта
Да би се смањио њихов радарски попречни пресек, сви ловци пете генерације користе гребене уместо стандардних проширења предводника и без „канарда“ су, иако је Сухој ПАК ФА има померљиве елементе који подсећају на „канарде“, а Ченду J-20 је повећана агилност са „канардима“ упркос њихових лоших „стелт“ карактеристика. Сви имају двоструки вертикални реп, с којима заклањају извор топлоте мотора од противничких сензора, а обезбеђују бочну стабилизацију и управљивост на екстремно великим нападним угловима. Већина ловаца пете генерације постижу суперманеварбилност са управљивим вектором потиска мотора.
Сви они имају интерне „бункере“ за оружје како би се избегли високи носачи и „гроздови“ поткачених средстава на њима. Без обзира што имају ту могућност као резервну, на својим крилима за употребу у не прикривеним мисијама. Као што су далеки прелети када носе спољне резервоаре са горивом. Чак то поседује и F-22 за извршавање одређених задатака, када се не прикрива.
Сви авиони пете генерације имају висок проценат композитних материјала, како би се смањио њихов попречни радарски пресек и маса.

### Софтверска дефиниција авиона
Пета генерација ловачких авиона користи комерцијалне процесоре за директну контролу свих уграђених и умрежени сензора, у циљу формирања усаглашеног приказа информација о борбеној сцени у простору. За разлику од тога, претходна генерација ловачких авиона је користила обједињени систем где сваки сензор представља своје информације за самостално очитавање пилота и на основу тога он комбинује у сопственом уму представу о борби у простору. F-22А се физички испоручује без синтетичког прореза радара (SAR) и безбедносног упозорења ИЦ трагача. SAR добија касније, преко софтверских надоградњи. Међутим, када се појави било каква мана у овим огромним софтверским системима могу се срушити функције авиона и може доћи до велике софтверске кризе, са додатним трошковима и кашњењима.
Сухој назива свој експертски систем за фузију сигнала сензора „вештачка интелигенција Сухоја ПАК ФА“.
Софтвер је директно, са својом грешком, проузроковао фаталну несрећу једног F-22 раптора.
У току је истраживање које ће омогућити употребу принципа „трагај пре него што откријеш“ (енгл. Track-before-detect) преко фузије сензора, у језгру централног рачунара. То ће омогућити борбеним авионима пете генерације да нападну циљ пре него што га открије било који појединачни сензор.

### Ситуациона свест
Фузија сензора и аутоматско праћење циља су пројектовани да дају бољи увид пилоту ловачких авиона пете генерације на ратиште од оног што га доставља AWACS, који могу бити отерани од прве борбене линије са растућим претњама. Зато тактичка контрола и надгледање у ваздушном простору може да се помери напред, пренесе се на пилота у ловачком авиону као што је F-35 лајтнинг II (погледај слику испод). Чак је и предложено да се због тога могу укинути ови специјални авиони, познати по називу AWACS, при увођење F-35С у оперативну употребу.
Међутим, моћнији сензори, попут радара AESA који су у стању да истовремено раде у више режима могу представљати превише информација за једног пилота авиона F-22, F-35 и Т-50, те се исте не могу адекватно користити. Неки виде решење на повратак на двоседе, као код многих авиона четврте генерације борбених.
Тешко да руски, а поготово кинески програми, могу бити на нивоу америчког F35 у погледу квалитета сензора и њихове могућности фузије са осталим учесницима ратне сцене.

### Савремени мотори
Пета генерација борбених авиона користи најновију генерацију мотора високих перформанси. Само је амерички Прат енд Витни F119 у потпуности развијен. Мотор за F-35 је још увек у фази развоја. Кинези су зависни од руских мотора, који такође заостају у развоју иза савремених америчких.
Због приоритета ефеката „стелта“, на борбеним авионима пете генерације мора бити прикривено повећано ширење топлоте од догревне коморе мотора. То је постигнуто на моторима Прат енд Витни F119 и F135, како би се авион прикрио, када се укључи допунско сагоревање мотора, за лет надзвучном брзином.

### Алтернативне дефиниције
Дефиниција појма пете генерације борбеног авиона из Локид Мартина је критикован од стране компанија чији производи нису у складу са овим посебним спецификацијама, као што су Боинг и Јурофајтер и многих коментатора као што су Бил Свитмен:
| „ | Погрешна је дефиниција F-22 и F-35 као линеарна еволуција пројеката борбених авиона. Уместо тога, она је тесно повезана са тренутним посебним издвајањем од осталих, ослањајући се на виши ниво карактерестика које му обезбеђују кључни елемент преживљавања. Слично, као што је у своје време био Локид YF-12 и МиГ-25, у шездесетим годинама прошлог века, који су се ослањали и издвајали од осталих по брзини и висини лета. | ” |

Америчка морнарица и Боинг су уврстили F/A-18Е/F Супер Хорнет у „следећу генерацију“ борбених авиона, заједно са F-22 и F-35. Основ за то је што Супер хорнет има, на нивоу пете генерације, радар са електронским сканирањем (AESA), умањен радарски попречни пресек и фузију сензора.
Старији пилоти ваздухопловства се противе да се „Супер хорнет“ уврсти у пету генерацију са мишљењем: „да је поента пете генерације што је синергија особина „стелт“, фузије и потпуног безбедносног упозоравања, у било којим условима су софистицирано интегрисани у једну целину“. Незаокруженост то руши, као када се лети са великим радаром и постоји фузија сензора, али без правих „стеалт“ карактеристика, постиће се комплетна ситуациона свест о противнику који нас убија, то није предност. Мишел Гарсија тврди да додавање радара са електронским сканирањем на Супер хорнет „доприноси се 90 одсто капацитета своје пете генерације у пола цене“. Боинг је званично промовисао своју категорију 4,5. генерацију борбених авиона „стелт убице“.
Као одговор на категоризацију пете генерације борбених авиона, холдинг Јурофајтер корпорација је направила своје критеријуме о различитим могућностима. Тврдећи да примена етикете за дејство авиона као што су F-35 лајтнинг II је лоше дефинисано, па чак и у супротности са поседованим спецификацијама. У међувремену, Јурофајтер корпорација додаје „омогућене нето операције“ као најистакнутији захтев и наглашени цели обим ниске опсервабилности, само је један од фактора у преживљавању. У истом чланку Јурофајтер корпорације се призна изузетан ниво авиона F-22, док је етикета пете генерације једноставно осмишљена демонстрација која служи интересима писца.
Из „школе за међународне студије“, указују на то да Западна Европа пропушта да развије борбени авион пете генерације, чиме се смањује број „лидера“ на тржишту. Светско такмичење се помера искључиво између Сједињених Америчких Држава и азијских сила. Канађани Алекс Вилнер и Марко Вис из „Центра за студије безбедности“ тврде да европски пропуст да „одрже корак“ са F-35 доводи Европљане ближе статусу купаца авиона.
Руско Министарство одбране дефинише пету генерацију укључујући као обавезну „стелт“ технологију, суперкрстарење (надзвучна брзина при крстарењу), високо интегрисану авионску опрему и нападно навигацијски систем.

## Авиони 5. генерације

### У оперативној употреби
- САД
  - F-22 раптор, произведено је укупно 187 примерака.

### У развоју
- Русија
  - Сухој ПАК ФА[7]
- Кина
  - Ченду J-20[9]
- САД,  Уједињено Краљевство,  Италија,  Холандија,  Турска,  Аустралија,  Норвешка,  Данска и  Канада.
  - F-35 лајтнинг II[16][46]
- Русија и  Индија
  - Сухој/HAL FGFA[47]
- Индија
  - Напредни средњи борбени авион[48]
- Јапан
  - Мицубиши ATD-X[49]
- Јужна Кореја и  Индонезија
  - KAI KF-X[50]